# 女の勲章
『女の勲章』（おんなのくんしょう）は、1961年に発表された山崎豊子による小説。『毎日新聞』に連載された。同年、中央公論社にて単行本が2巻で刊行され、翌年に新装版が刊行された。1962年には同社で文庫化され、1965年には新潮文庫版が全1冊で刊行された（のち、2005年に上下2分冊で再刊された）。
1961年には大映（東京撮影所）製作で映画化された。1962年と1976年、2017年に、いずれもフジテレビ系でテレビドラマ化された。

## 概要
ファッション界を舞台に、服飾デザイナーを目指す大庭式子が虚栄心をもつ3人の女弟子達と欲望をめぐる八代銀四郎との中で、女の生き方を描く。
原作者・山崎豊子の作品としては、初の新聞連載小説である。必ず取材をしてから小説に取り掛かる山崎だが、本作では連載中に体調不良であったため、パリとポルトガルの取材に行くことが出来ず、パリの描写は畳2帖大の地図のみで書いたという（実際にパリに出かけた所、町並みの描写が殆ど相違がないくらいだったという）。ただ、初版ではサンタ・マリア僧院では、シトー派修道院であるにもかかわらず、ステンドグラスという間違った描写をしてしまったため、加筆、訂正を加えて刊行から翌年に新装版が刊行された。著者の作品で唯一取材をせずに書いた小説である。
参考にしたのは、戦後の関西ファション界を牽引した二人のファッション・デザイナー、上田安子服飾専門学校創設者の上田安子（1906年 - 1996年）と大阪・船場生まれで大阪・東京で店舗展開した近藤年子（1920年 - 2018年）と言われるが、話そのものは創作で、山崎は足しげく近藤の元に通い、取材を重ねたという。

## 書籍情報
- 単行本
  - 『女の勲章』上・下（1961年、中央公論社）
  - 『女の勲章（新装版）』上・下（1962年、中央公論社）
- 文庫
  - 『女の勲章』上・下（1962年、中央公論社）
  - 『女の勲章』（1965年、新潮社）
  - 『女の勲章』上・下（2005年、新潮社）※2冊にまとめたもの。活字が大幅に拡大。
- 全集
  - 『山崎豊子全作品』第3巻（1985年、新潮社）
  - 『山崎豊子全集』第3巻（2004年、新潮社）

## 映画

### キャスト
- 大庭式子：京マチ子
- 津川倫子：若尾文子
- 坪田かつ美：叶順子
- 大木富枝：中村玉緒
- 八代銀四郎：田宮二郎
- 曽根英生：船越英二
- 大原泰造：三津田健
- 野本敬太：内藤武敏
- 白石教授：森雅之
- 大原京子：細川ちか子
- 女中きよ：滝花久子
- 伊東歌子：日高澄子
- 安田兼子：村田知栄子
- モデル：市田ひろみ
- 新聞記者：早川雄三
- 新聞記者：中条静夫（クレジットなし）

### スタッフ
- 製作：永田雅一
- 監督：吉村公三郎
- 脚本：新藤兼人
- 音楽：池野成
- 助監督：帯盛迪彦

## テレビドラマ

### 1962年版
1962年4月4日から8月29日の毎週水曜20時30分 - 21時に、フジテレビ系にて放送された。日清紡績（現：日清紡ホールディングス）の一社提供。歴代では唯一、在阪準キー局の関西テレビが制作している。

#### キャスト（1962年版）
- 大庭式子：月丘夢路
- 八代銀四郎：夏目俊二
- 津川倫子：芳村真理
- 坪田かつ美：伊吹友木子
- 大木富枝：環三千世
- 安田兼子：萬代峰子
- 武周暢
- 北沢彪
- 飯沼慧

#### スタッフ（1962年版）
- 脚本：田中澄江
- 音楽：土田啓四郎
- 演出：野添泰男

| フジテレビ系 水曜20時台後半枠     | フジテレビ系 水曜20時台後半枠         | フジテレビ系 水曜20時台後半枠 |
| 前番組                            | 番組名                                | 次番組                        |
| --------------------------------- | ------------------------------------- | ----------------------------- |
| ザ・ヒットパレード 【30分繰上げ】 | 女の勲章 【当番組のみ関西テレビ制作】 | クライム13 （20:00 - 21:00）  |

### 1976年版
1976年8月4日から12月1日に水曜ドラマシリーズ枠で、1962年版と同じくフジテレビにて放送された。全18回。

#### キャスト（1976年版）
- 大庭式子：三田佳子
- 八代銀四郎：片岡孝夫
- 津川倫子：宇津宮雅代
- 坪田かつ美：山口いづみ
- 大木富枝：沢田雅美
- 曽根英生：清水章吾
- 白石教授：仲谷昇
- 安田兼子：佐々木すみ江
- 高橋長英
- 織本順吉
- 吉行和子
- 志摩みずえ
- 平田守
- 楠田薫
- 吉川雅恵
- 寺泉哲章

#### スタッフ（1976年版）
- 脚本：鈴木尚之
- 演出：大野木直之、河村雄太郎

| フジテレビ系 水曜ドラマシリーズ | フジテレビ系 水曜ドラマシリーズ | フジテレビ系 水曜ドラマシリーズ |
| 前番組                          | 番組名                          | 次番組                          |
| ------------------------------- | ------------------------------- | ------------------------------- |
| 女の足音                        | 女の勲章                        | 女の旅                          |

### 2017年版
2017年4月15・16日にフジテレビ系でスペシャルドラマとして2夜連続放送された（第1夜は『土曜プレミアム』枠を15分後拡大して放送された）。主演は松嶋菜々子。視聴率は第1夜に8.1%、第2夜に6.2%をそれぞれ記録した（ビデオリサーチ調べ、関東地区・世帯・リアルタイム）。

#### キャスト（2017年版）
- 大庭式子 - 松嶋菜々子
- 八代銀四郎 - 玉木宏[6]
- 津川倫子 - ミムラ
- 坪田かつ美 - 相武紗季
- 大木富枝 - 木南晴夏
- 野本敬太 - 駿河太郎
- キヨ - 江波杏子
- 曾根英生 - 小澤征悦
- 安田兼子 - 浅野ゆう子
- 白石庸介 - 長塚京三
- 伊藤正之、ハリー杉山、迫田孝也、黒田こらん、村上かず、林紗久羅 ほか
- ナレーション - 加賀美幸子

#### スタッフ（2017年版）
- 脚本：浅野妙子
- 演出：西浦正記
- 音楽：得田真裕
- 主題歌：薬師丸ひろ子「追憶」（『Cinema Songs』）[7]
- 衣装デザイン：中井英一朗
- 帽子デザイン：石田欧子
- ペンダントデザイン：森下まゆり
- 技術協力：ビデオスタッフ、共同テレビジョン、ブル
- 美術協力：京映アーツ
- 照明協力：嵯峨映画
- 制作管理：インナップ
- スタジオ：緑山スタジオ・シティ、東映東京撮影所
- ロケ協力：光明寺 (鎌倉市)、川口市立グリーンセンター、明治村、ワープステーション江戸、埼玉県立深谷商業高等学校、東京女子大学 ほか
- 企画協力：新潮社、山崎定樹、野上孝子
- フランスロケ制作：アベイユ・フィルム
- プロデュース：太田大、中山ケイ子（FCC）
- 制作協力：FCC
- 制作著作：フジテレビ